# Agnes (heilige)
De heilige Agnes (overleden in Rome, 21 januari 254 of 304) stierf als dertienjarige martelares voor het christelijk geloof.
Agnes werd als dertienjarige aan heidense goden gewijd en was het slachtoffer van verkrachting. Toen zij naar de tempel van Minerva werd gebracht, maakte zij een kruisteken en weigerde zich tegen God te keren. Vele jonge mannen vroegen haar ten huwelijk, maar zij weigerde en zei dat ze al verloofd was met Jezus Christus. Zij werd vervolgens bedreigd en gemarteld en vond ten slotte de dood doordat haar een zwaard in de keel gestoken werd. Acht dagen nadat ze was begraven in de catacombe aan de via Nomentana, werd zij gezien in een gouden kleed, met een verlovingsring van Jezus Christus aan haar vinger en aan haar rechterzijde een wit lam. Het witte lammetje verwijst naar zichzelf als 'bloedoffer'.
Haar naamdag is op 21 januari. Zij is de beschermheilige van de verloofde paren, van de kuisheid, van de jonge meisjes en maagden en van de slachtoffers van verkrachting. Sint-Agnes wordt genoemd in Canon I, het voornaamste Eucharistisch gebed van de Rooms-Katholieke Kerk.
Agnes wordt in Rome op twee plekken bijzonder vereerd. De Sant'Agnese fuori le mura is de basiliek waar ze zou zijn begraven. Haar relieken worden er nog steeds bewaard. De kerk ligt aan de Via Nomentana, buiten de Aureliaanse Muur. De Sant'Agnese in Agone op het Piazza Navona is gebouwd op de plek waar Agnes volgens overlevering de marteldood stierf.

## Agnietenorde
Naar Agnes werden ook nonnenkloosterordes, de "Agnieten", genoemd, of zoals in Vlaanderen "Agneten",  die ontstonden rond het begin van de 15e eeuw. Deze zusterordes verenigden zich in het convent der susteren van Sinte Agnieten. Tegenwoordig komt de naam Agnieten of Agneten veelvuldig voor in de aanduiding van kapellen, christelijke scholen en straatnamen.

## Lammetjes

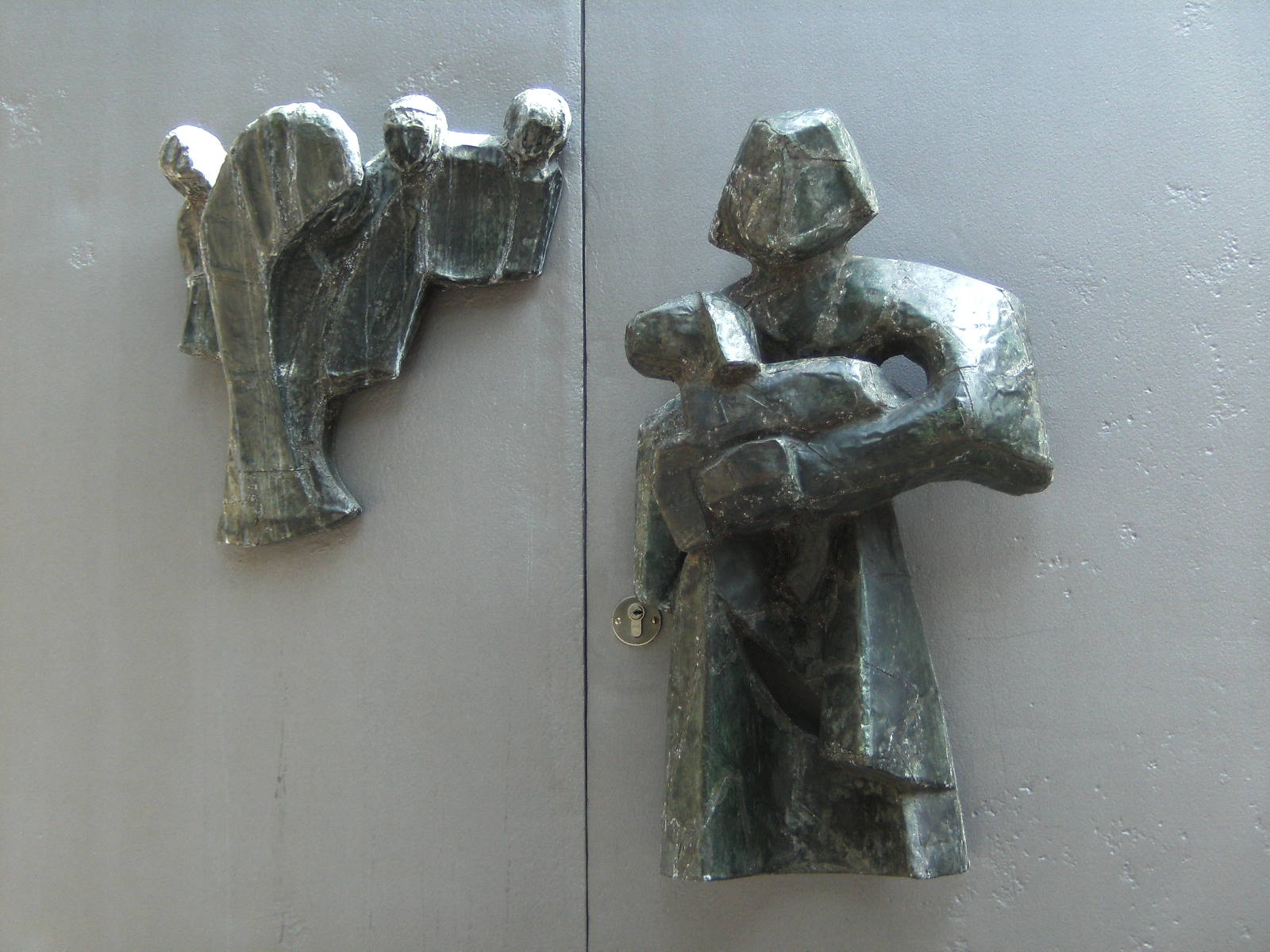
St. Agnes aan een kloosterdeur te Deventer

De naam Agnes komt uit het Grieks (van hagnē (ἁγνή), dat zuiver of kuis betekent) maar lijkt op het Latijnse woord voor lam (agnus). Op haar feestdag zegent de paus altijd twee lammetjes uit de trappisten-abdij Tre Fontane die op Witte Donderdag worden geschoren; deze gewijde dieren zorgen zo voor de wol waar pallia van gemaakt worden. Vaak wordt Agnes ook met een lam afgebeeld.